# Meet Your Maker
Meet Your Maker est un jeu vidéo de tir à la première personne développé et publié par Behaviour Interactive. Dans le jeu, les joueurs sont chargés de construire et de piller des avant-postes générés par les utilisateurs remplis de pièges et de gardes. Le jeu est sorti sur Microsoft Windows, PlayStation 4, PlayStation 5, Xbox One et Xbox Series le 4 avril 2023.

## Système de jeu
Meet Your Maker se déroule dans un monde post-apocalyptique dans lequel les joueurs doivent construire un avant-poste et infiltrer ceux créés par d'autres joueurs. Le joueur infiltré doit saisir le "GenMat", un matériel génétique pur qui se trouve au centre de chaque avant-poste, et s'échapper de l'avant-poste avec. Les joueurs peuvent attaquer un avant-poste en solo ou avec un autre joueur. Les joueurs sont équipés d'une variété d'armes à feu, de grenades, d'un grappin et d'une arme de mêlée. Les joueurs sont encouragés à laisser des mots de reconnaissance qui décrivent leur expérience après avoir pillé un avant-poste.
En mode création, les joueurs doivent créer un chemin pour que les autres joueurs atteignent le GenMat, et un robot moissonneur les informera si le GenMat est accessible. Ils peuvent ensuite fortifier le chemin avec une variété de pièges, ainsi que des gardes contrôlés par l'intelligence artificielle pour repousser les autres joueurs infiltrés. Une fois la construction terminée, les joueurs peuvent tester et partager leurs créations avec d'autres joueurs en ligne. Ils peuvent encore itérer sa conception en regardant comment les autres joueurs tentent de le piller. Les avant-postes de construction et de raid accorderont aux joueurs des ressources qui leur permettront d'améliorer davantage leurs pièges et leurs armes dans leurs propres avant-postes.

## Développement
Meet Your Maker a été développé par Behavior Interactive, les développeurs derrière Dead by Daylight. Les premiers aperçus comparaient le jeu à Doom, Super Mario Maker et Minecraft,. Pour s'assurer que le jeu est équilibré, il existe une capacité de construction maximale pour chaque avant-poste, bien que cette limite puisse être encore augmentée grâce à des mises à niveau. Le jeu est jouable à la première personne car l'équipe a estimé qu'il mettait en évidence le cadre claustrophobe, rendant l'expérience plus immersive. Les pièges du jeu ne peuvent pas tirer sur les joueurs tant qu'ils ne sont pas identifiés, ce qui laisse le temps aux joueurs envahisseurs de réagir.

## Sortie
Meet Your Maker est disponible pour tous les abonnés du service PlayStation Plus dès la sortie officielle le 4 avril 2023, le jeu est disponible durant le mois d'avril 2023,
Le jeu est disponible sur Xbox One et Xbox Series X|S.
Le jeu est disponible sur PC, sur la plateforme Steam depuis le 4 avril 2023.